# اصلاح ناپذیر
اصلاح ناپذیر (به فرانسوی:L'Incorrigible) یک فیلم سینمایی کمدی از سینمای فرانسه به کارگردانی فیلیپ د بروکا محصول سال ۱۹۷۵ با بازی ژان-پل بلموندو، ژنویو بوژو، برنار موسون و کاپوسین است.

## داستان
شارلاتان همه‌کاره درمورد فردی به نام ویکتور (ژان پل بلموندو) است که به تازگی از زندان آزاد شده به فکر سرقت از چند موزه می‌افتد.